# Fârțănești
Fârțănești est une commune du județ de Galați en Roumanie.